# Leichtelektromobil

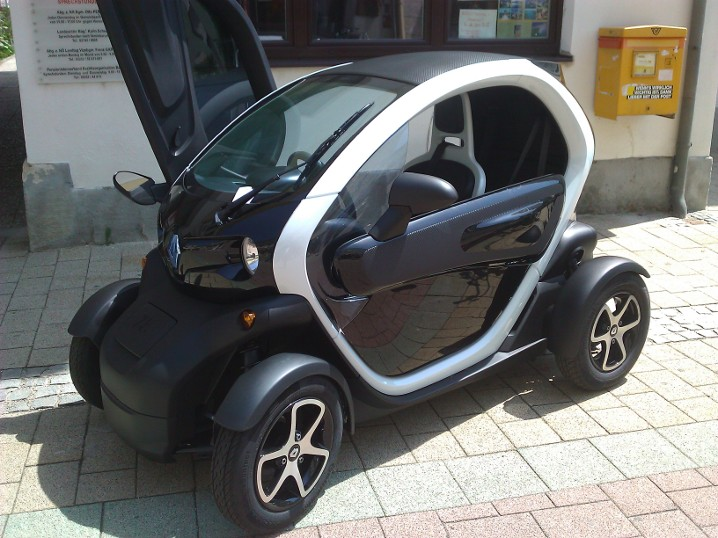
Renault Twizy, lange Zeit das einzige Leichtelektromobil in Großserie in Europa (Fahrzeugklasse L7e)

Ein Leichtelektromobil (LEM) ist ein vierrädriges Leichtkraftfahrzeug (L6e) bzw. leichtes vierrädriges Kraftfahrzeug (L7e) mit batterieelektrischem Antrieb. Die Fahrzeugklasse steht in seiner Bauart zwischen einem Elektrofahrrad und einem Elektromobil oder Elektroauto. Häufig sind es Weiterentwicklungen, die eher dem Bereich Motorroller und Quad, weniger dem Automobilbau zuzuordnen sind. Sie sind die elektrischen Varianten der Leichtkraftfahrzeug-Klassen L6 und L7. Der Energiebedarf solcher Fahrzeuge liegt bei weniger als einem Fünftel im Vergleich zu herkömmlichen Fahrzeugen.
Als bekanntester Vertreter gilt der Renault Twizy.

## Geschichte

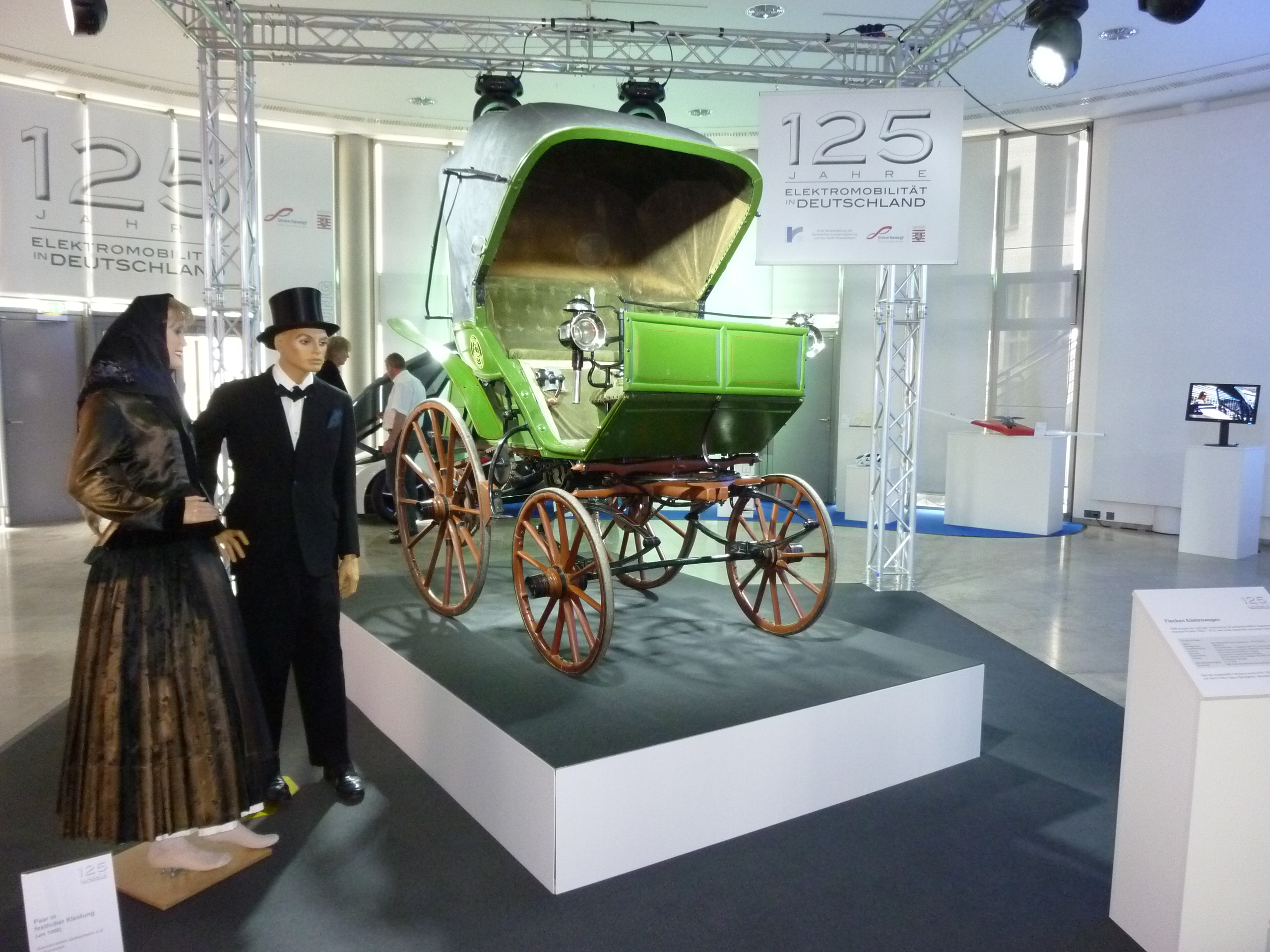
Flocken Elektrowagen von 1888, Rekonstruktion

Schon im 19. Jahrhundert wurden Elektrowagen entwickelt. Bereits beim 1888 entstandenen Flocken Elektrowagen war eine verbreitete Meinung, dass die Stärke des batteriebetriebenen Elektromobils im Nahverkehr liege.
In den 1990er Jahren entstanden in den USA die Neighborhood Electric Vehicles (NEV), die hauptsächlich Golfcarts als Ursprung hatten.

## Studien
70 Prozent aller Menschen in Europa leben derzeit in städtischen Ballungsräumen. 2011 verdeutlichten Toyota-Studien zum innerstädtischen Pendlerverkehr in Frankreich und Großbritannien, dass bei mehr als 80 Prozent aller Fahrten mit dem Auto eine Strecke von weniger als 25 Kilometern zurückgelegt wurde. In Frankreich blieben die Autofahrten zu 55 Prozent unter 10 Kilometern, in Großbritannien sogar zu annähernd 80 Prozent.
In den kommenden Jahren wird der Bedarf an Kurzstreckenfahrzeugen weiter steigen, sodass man von einer gesicherten Nachfrage nach Elektrofahrzeugen als kurz- und mittelfristig verfügbare, nachhaltige Mobilitätslösung ausgehen kann (Stand 2011).
Einer amerikanischen Studie zufolge wurden als eines der größten Hindernisse für ein starkes Marktwachstum administrative Hürden gesehen, die die Gesetzgeber den Leichtelektromobilen beim Betrieb im öffentlichen Straßenverkehr auferlegen.

## Aktuelle Situation
Diese Fahrzeuge bieten sich, auch als Ergänzung zum PKW, für Kurzstreckenfahrten an. (Vergleich Energieverbrauch: Renault Twizy: 8 kWh/100 km, Nissan Leaf 16 kWh/100 km, VW Golf mit Verbrennungsmotor: 50 kWh/100 km). LEMs benötigen weniger Parkraum; bis zu 4 LEMs passen auf einen PKW-Parkplatz. Bei den Leichtmobilen ist der Anteil an Elektrofahrzeugen ca. 5-mal so hoch wie bei PKWs. Die LEMs machen, mit weltweit knapp 500.000 Fahrzeugen (Stand 2011) auf den Straßen, den größten Anteil von mehrspurigen Elektrofahrzeugen aus. Die LEMs haben sich zur erfolgreichsten Fahrzeugart unter den Elektromobilen entwickelt. Im Gegensatz zu größeren Automobilen sind Leichtelektromobile (unter anderem der Klasse L7e) trotz ihrer höheren Umweltfreundlichkeit derzeit von der Umweltprämie ausgenommen, was von Mitgliedern der Grünen kritisiert wurde.

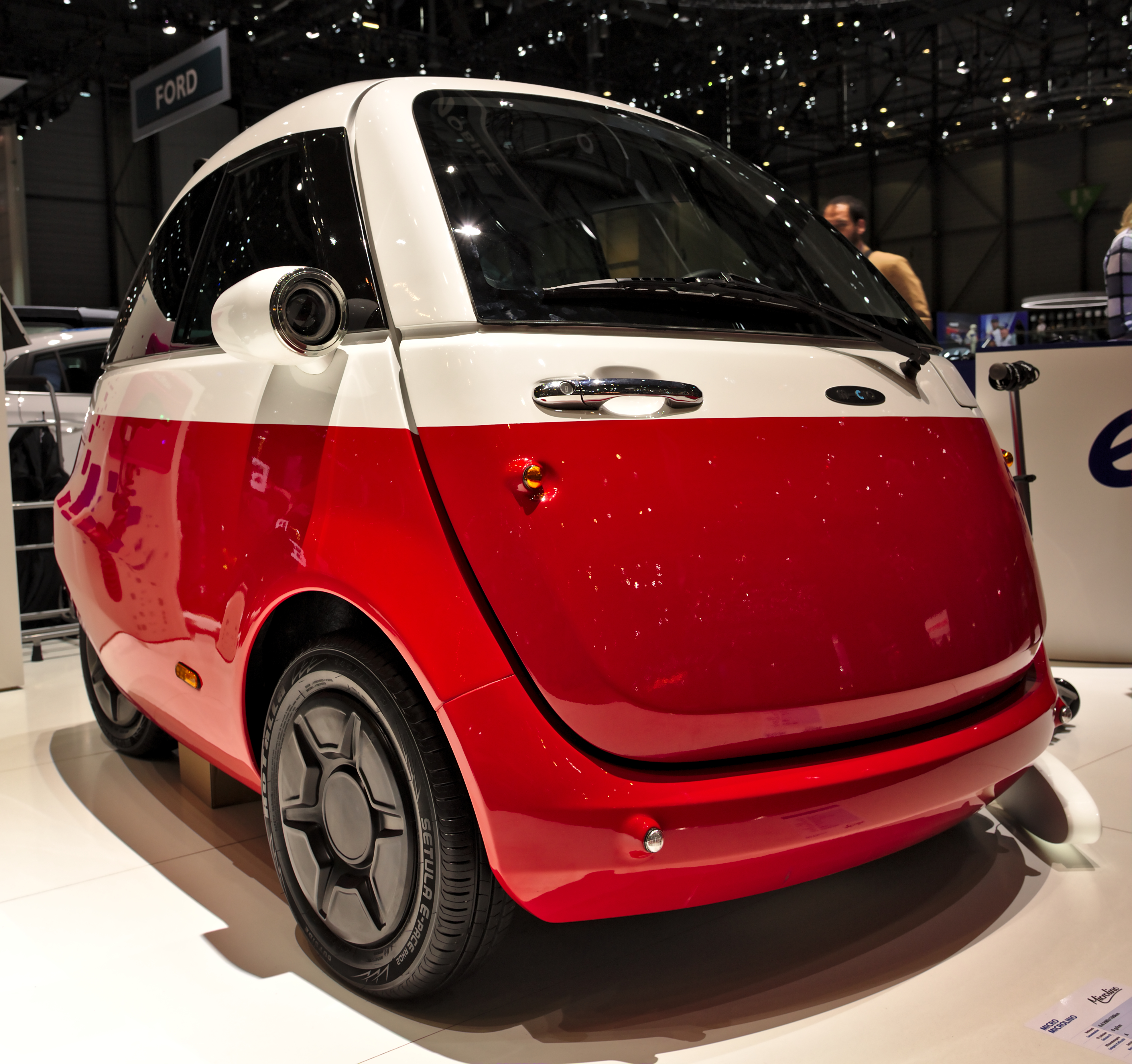
Microlino auf dem Genfer Auto-Salon 2018. Vierrädriges Leichtkraftfahrzeug (L7e)
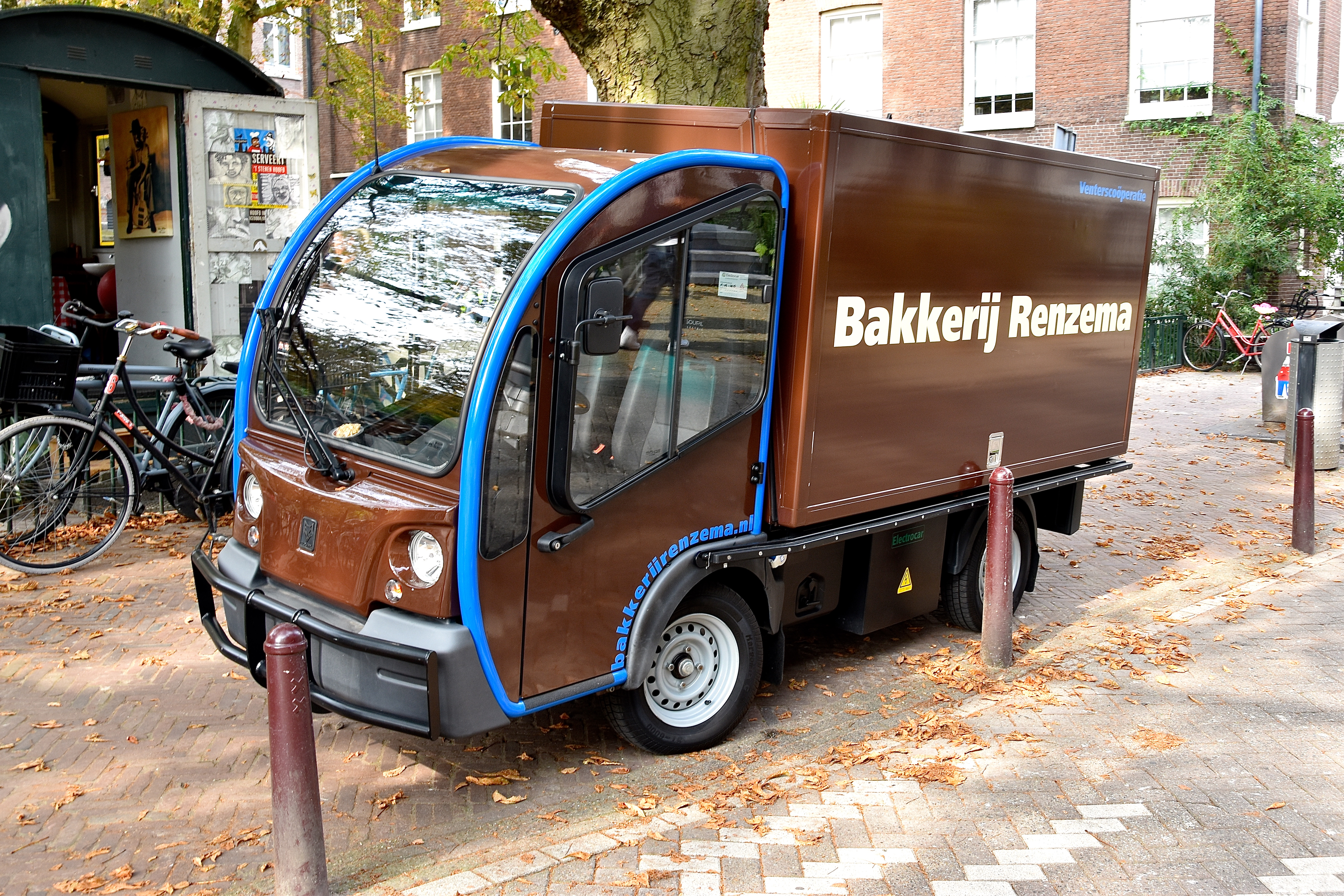
Leichtelektromobil Goupil G3
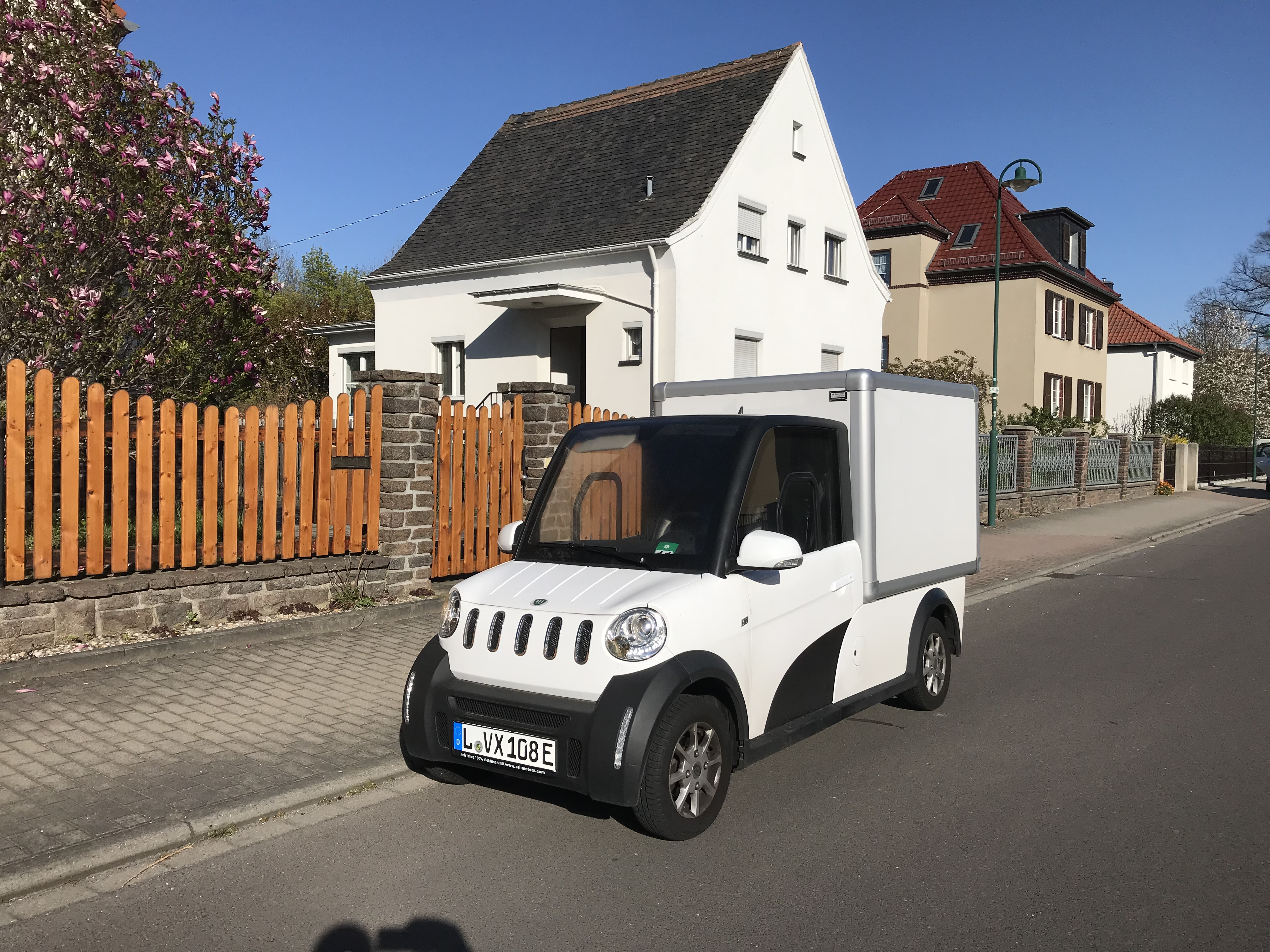
Leichtelektro-Nutzfahrzeug ARI 458 Koffer L
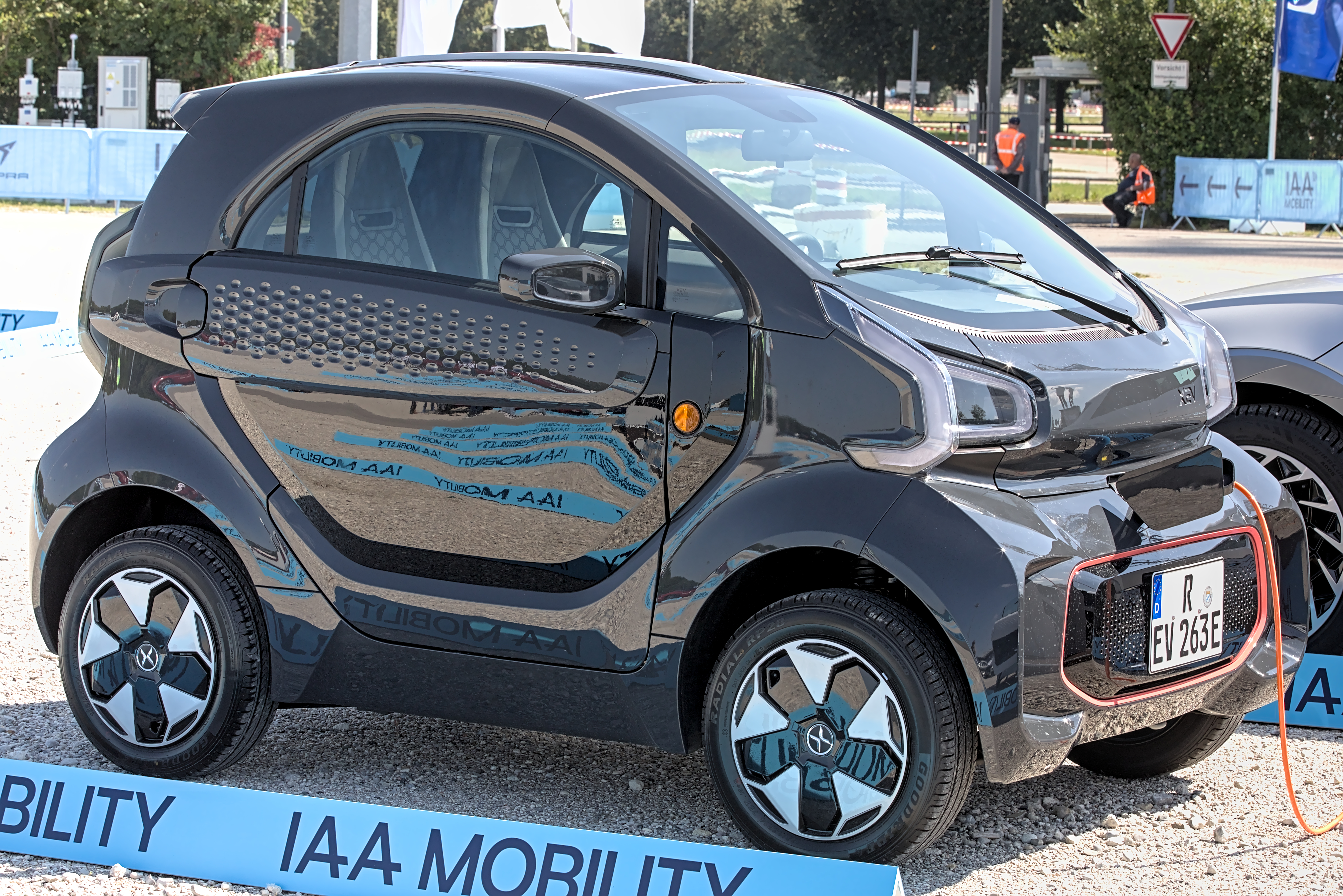
XEV Yoyo auf der IAA 2021, mit Batteriewechselstationen in Italien
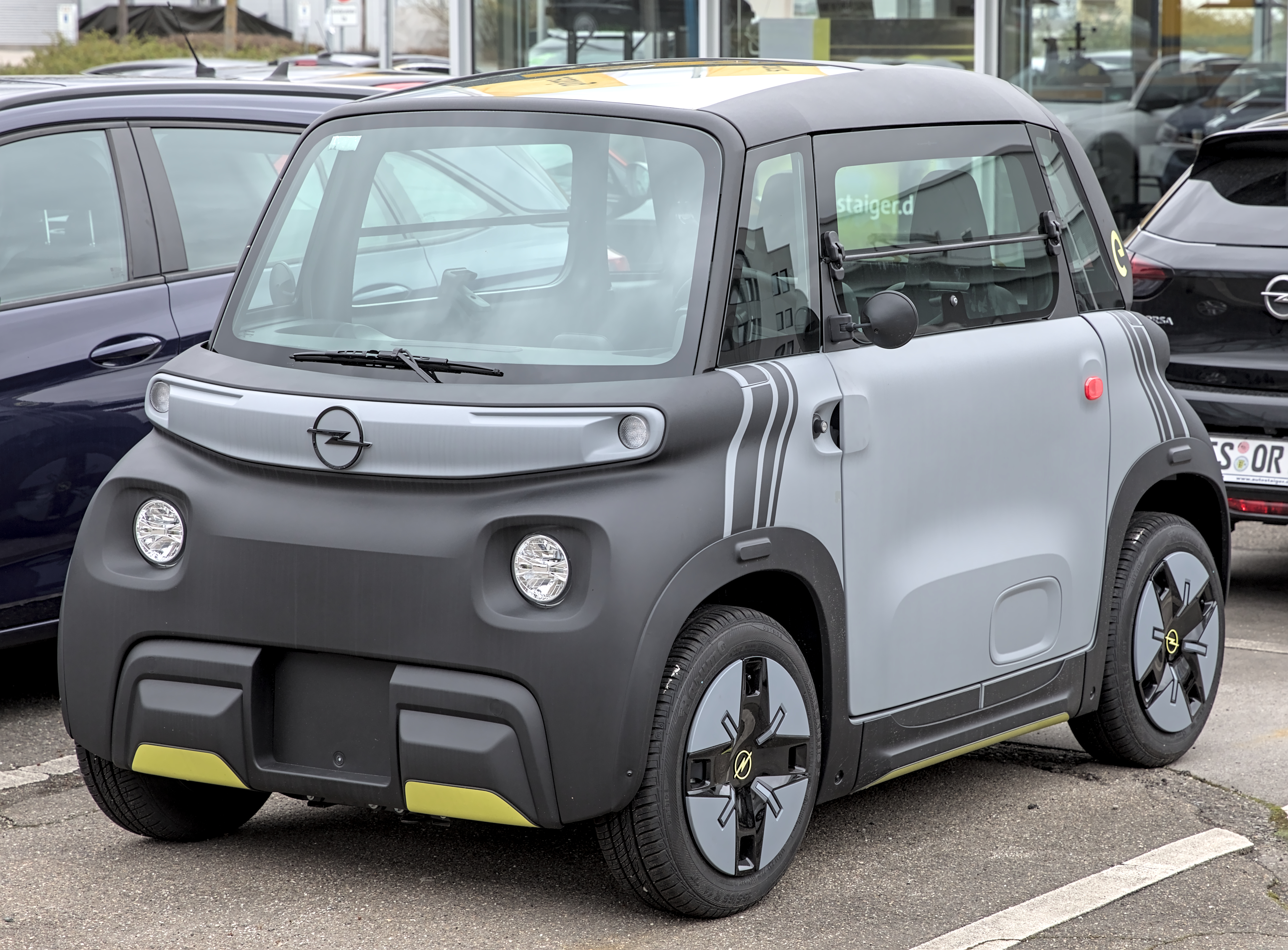
Leichtelektromobil Opel Rocks-e
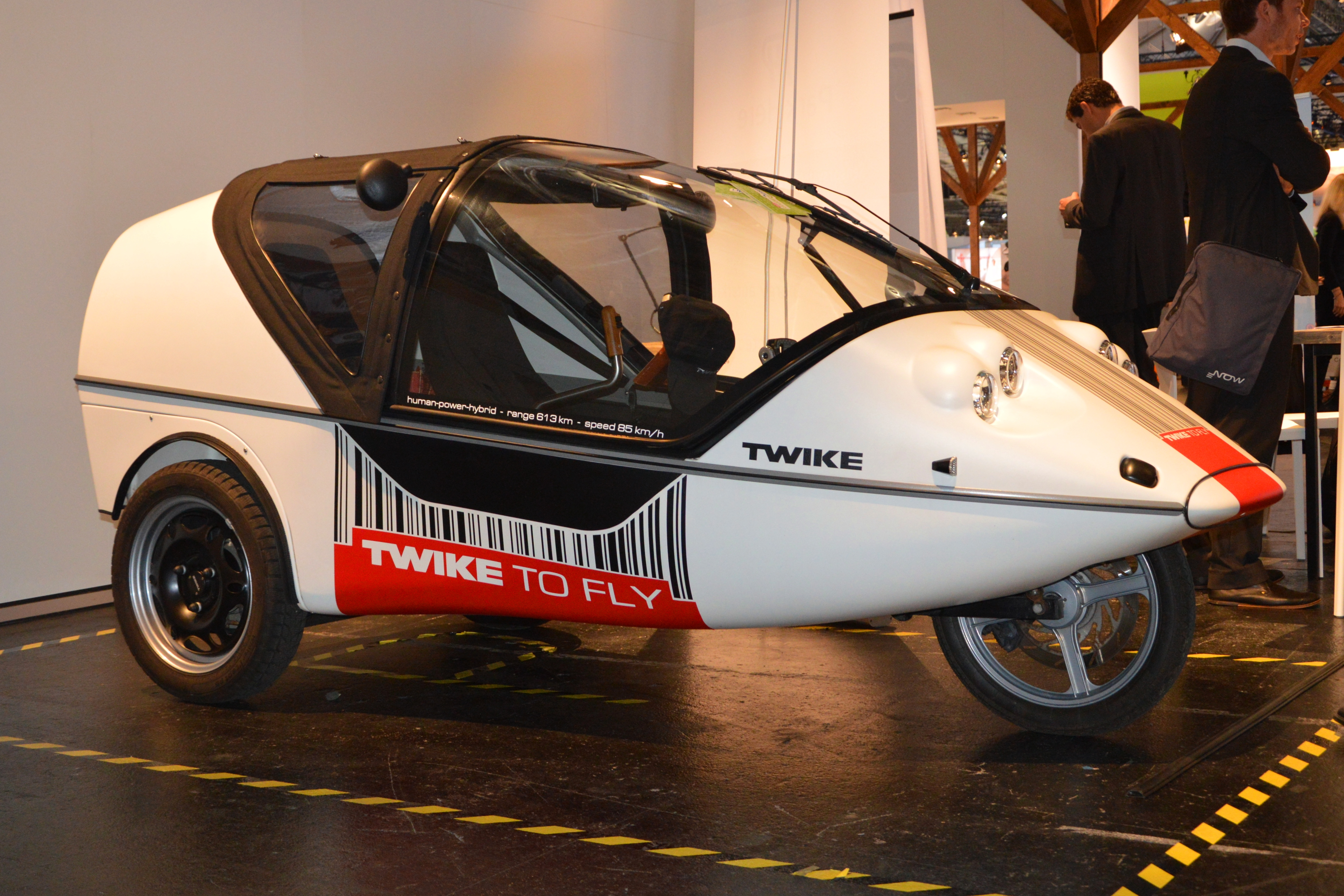
Twike 3

## Nutzfahrzeuge
Der Erfolg der LEMs geht auch auf den Einsatz von Nutzfahrzeugen im Bereich der Leichtelektromobile zurück. In dicht besiedelten Städten bieten sie durch ihre kleine und leichte Bauweise eine praktische Alternative für Lieferdienste und Handwerksbetriebe. So bieten kleinere Unternehmen wie ARI Motors, Goupil oder Tropos Elektrotransporter der Fahrzeugklassen L6e und L7e an, die viel Laderaum bei kleinen Maßen bieten und dadurch das hohe Verkehrsaufkommen in Städten verringern. Auch Kommunen und Gemeinden greifen immer öfter auf diese Art von Fahrzeugen für ihre Flotten zurück.

## Kurzbezeichnungen
Für dieses Fahrzeugsegment hat sich in Deutschland noch keine einheitliche, umgangssprachliche Kurzbezeichnung (wie z. B. Elektroauto bei PKWs) etabliert. Nachfolgend eine Auswahl von verwendeten Bezeichnungen:
- City-Stromer
- Elektroflitzer
- LEM (Leicht-Elektro-Mobil)
- LEV (Light Electric Vehicle)
- NAFA (Nahverkehrs-Fahrzeug)
- SDV (Short Distance Vehicle)
- StreetScooter

## Amtliche Bezeichnungen
Deutschland:
- Fahrzeugklasse 24: vierrädriges Leichtkraftfahrzeug bis 45 km/h
- Fahrzeugklasse 26: leichtes vierrädriges Kraftfahrzeug zur Personenbeförderung

EU:
- Fahrzeugklasse L6e: vierrädriges Leichtkraftfahrzeug bis 350 kg
- Fahrzeugklasse L7e: leichtes vierrädriges Kraftfahrzeug bis 400 oder 550 kg

USA
- Neighborhood Electric Vehicle (NEV)

## Merkmale
Leichtelektromobile der EG-Fahrzeugklassen L6e und L7e unterscheiden sich in einigen technischen Merkmalen, sind von der Bauart her aber grundsätzlich gleich. In beiden Fällen handelt es sich um batteriebetriebene Fahrzeuge mit Elektromotor. Leichtelektromobile der Klasse L6e dürfen eine bauartbedingte Maximalgeschwindigkeit von 45 km/h und eine Maximalleistung von 4 kW nicht überschreiten. Bei LEMs der Klasse L7e ist lediglich die Nutzleistung auf 15 kW begrenzt, eine bauartbedingte Maximalgeschwindigkeit ist nicht vorgesehen.
Leichtelektromobile sind üblicherweise als Zweisitzer ausgelegt und sehr kompakt gebaut. Sie sind mit einer Windschutzscheibe und einem Dach ausgerüstet, wenngleich auch Cabriolet-Varianten verfügbar sind. Eine Helmpflicht besteht nicht, Sicherheitsgurte sind hingegen vorgeschrieben.

## Einsatzbereich
Der ideale Einsatzbereich für Leichtelektromobile der Klasse L6e ist aufgrund der gesetzlich begrenzten Höchstgeschwindigkeit von 45 km/h die (innerstädtische) Kurzstrecke.
Fahrzeuge der Kategorie L6e können mit den Fahrerlaubnisklassen S oder AM gefahren werden, die in der Fahrerlaubnisklasse B („Autoführerschein“) bereits enthalten sind. In einigen Bundesländern können die Klassen S und AM schon ab dem Alter von 15 Jahren erworben werden (siehe Führerschein und Fahrerlaubnis (Deutschland)).
Für ältere Menschen mit einem erhöhten Mobilitätsbedürfnis kann ein LEM eine Alternative darstellen, da größere Strecken zurückgelegt werden können als beispielsweise mit einem Elektromobil.